# Amstelpark
Amstelpark – park miejski położony w Amsterdamie w dzielnicy Amsterdam-Zuid w Holandii.
W Amstelpark znajduje się pole do minigolfa oraz staw.

## Historia
Park powstał w 1972 roku. Dziś Amstelpark jest jednym z dwóch najpopularniejszych parków w Amsterdamie.

## Galeria

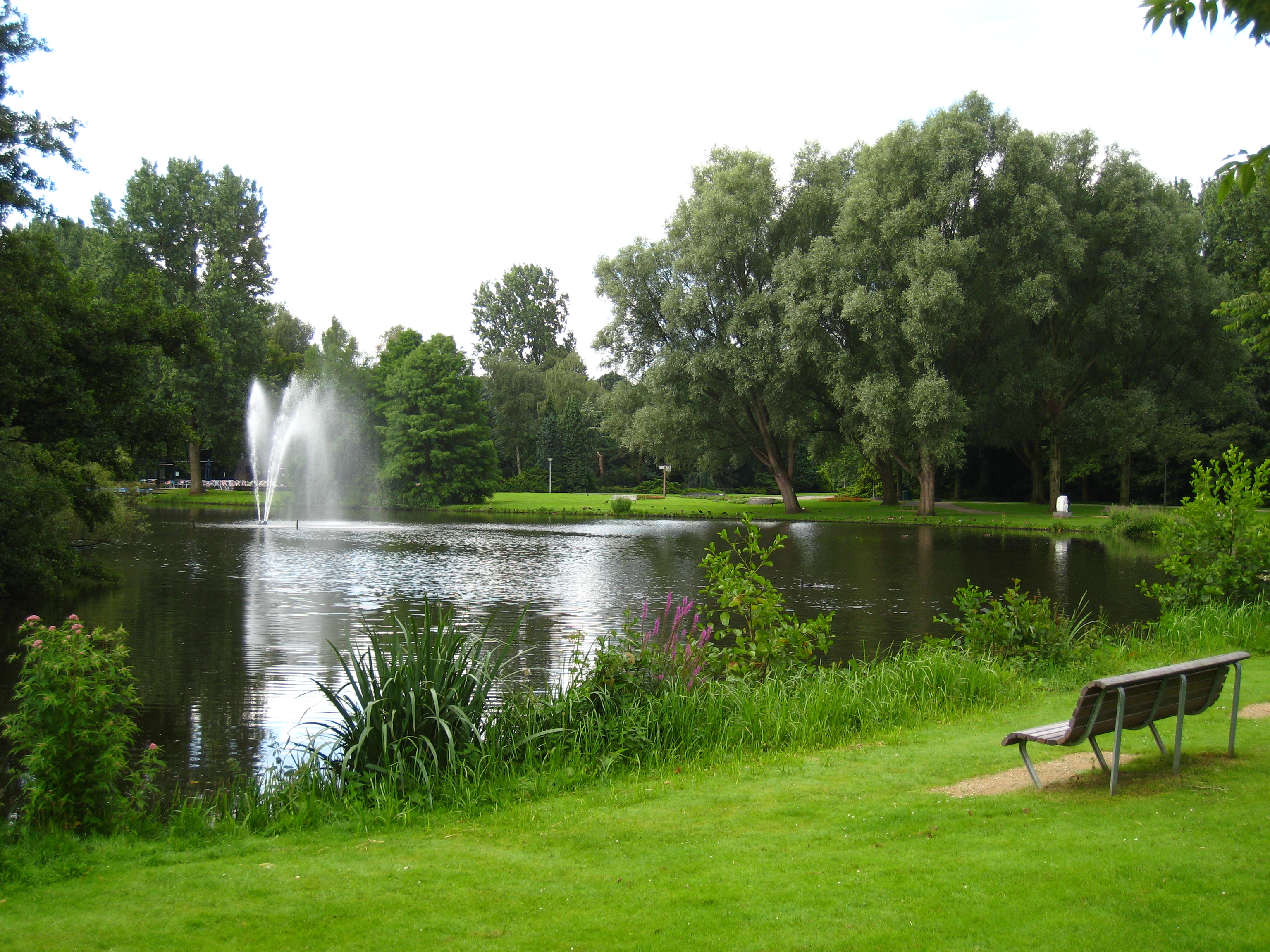
Amstelpark w 2007 roku
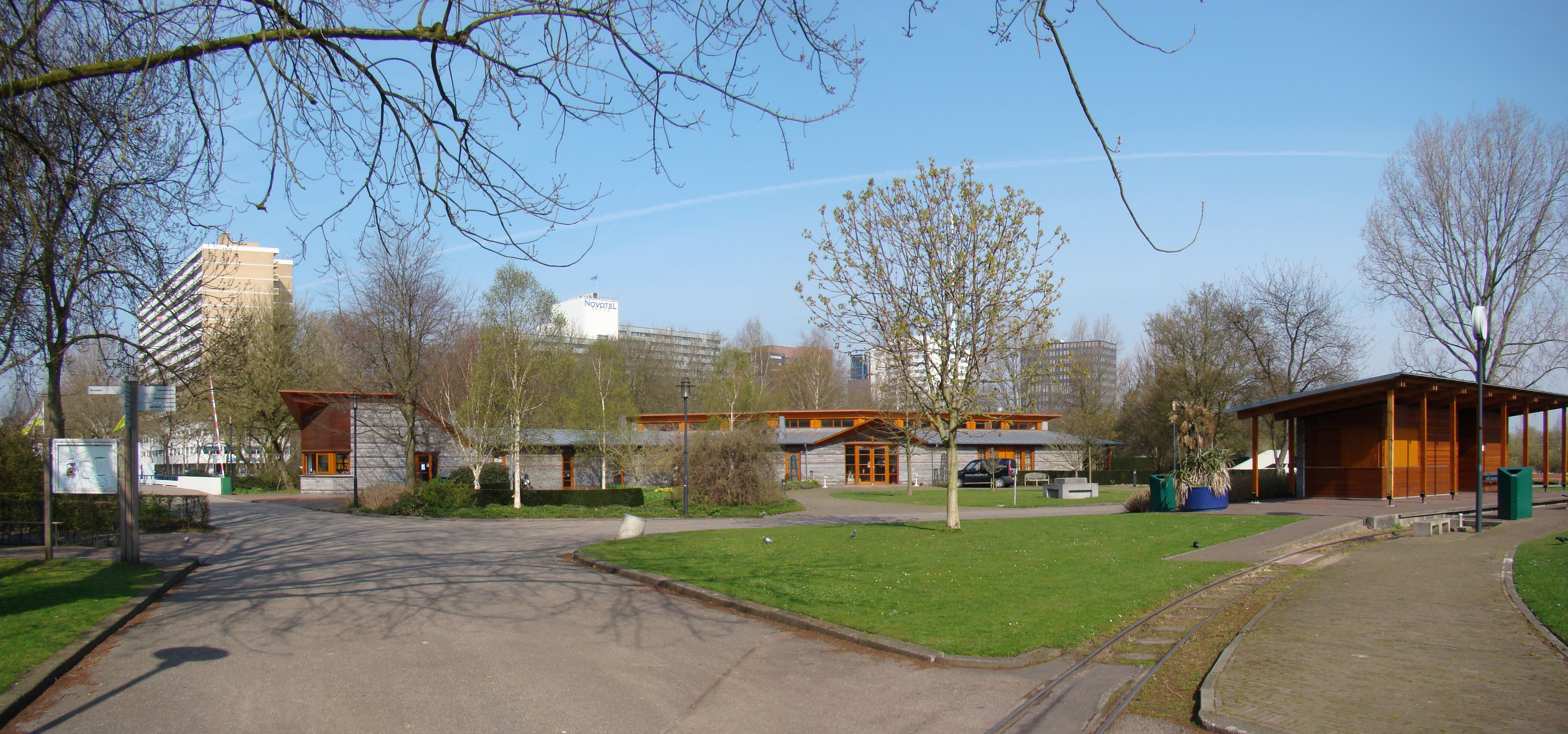
Panorama parku
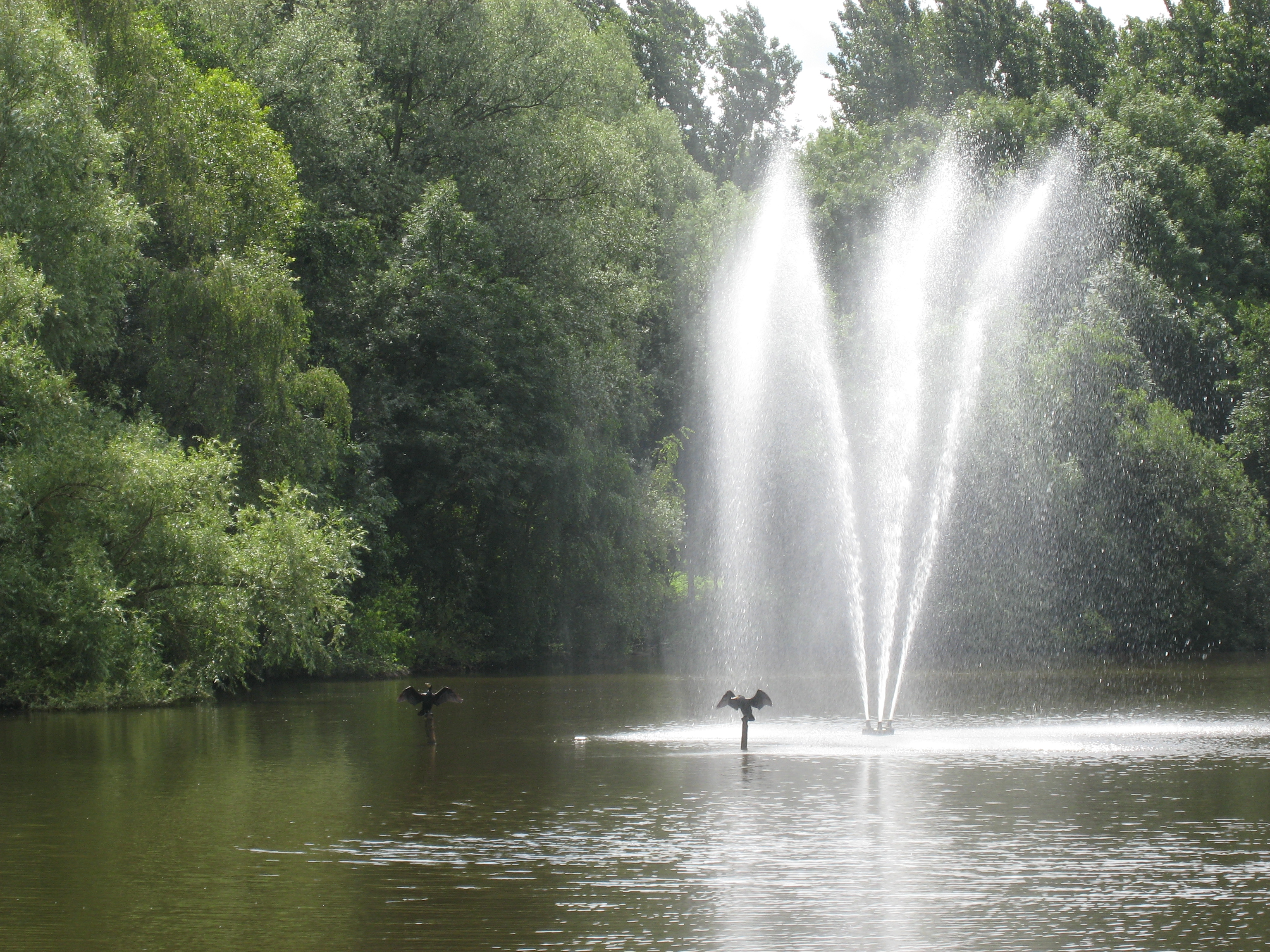